# 日本貨物鐵道
日本貨物鐵道股份有限公司（日语：／ Nihon Kamotsu Tetsudō */?）是日本國有鐵道在1987年4月1日時民營化解散改組之後，繼承原本日本國鐵所屬之鐵路事業的7間JR公司之一。實務上經常簡稱為JR貨物，但在該公司所擁有的列車車身以及貨櫃上也經常可以見到該公司的英語簡稱JR Freight或JRF，代表顏色為灰藍色。该铁路公司在日本全国范围内（除了沖繩縣）均有业务。
除了全國性的貨運列車營運，也有舊調車場與公司住宅等閒置不動產的再開發業務。

## 概說
从旧日本國鐵改制到JR集团的时候，虽然客运依地理劃分为6个公司，货运部分却继承日本全国整体规模继续营业，由國鐵的貨物局改制成為JR货物。但是和北海道旅客鐵道（JR北海道）、四國旅客鐵道（JR四國）、九州旅客鐵道（JR九州）一样，经营基底比较薄弱，所以成为政府机关的独立行政法人鐵道建設運輸施設整備支援機構國鐵清算事業本部（成立当初称为日本國有鐵道清算事業團）持有所有股票的特殊公司、股份公司形态的特殊法人，直到现在仍没有计划股票上市。
设立初期，JR货物本身作为「第一種鐵道事業者」，将持有的路线控制在最小范围之内。一部分的货物专用路线虽然是JR货物所有，两端有客运路线连接的货物线、有计划客运化的路线和已经决定的废止的路线，都属于管辖该区域的客运铁道公司所有。因此，JR货物列车运行的大部分线路都是铁路设施所有的客运铁道公司的路线，一部分的从JR路线路转为「第三部門鐵道」路线的「第二種鐵道事業者」所有，因此需要向那些公司支付「线路使用费」运行货车。但是，支付给客运铁道公司的线路使用费根据「防止重复成本」原则规定。另外，随着整備新幹線的開通，「並行在来线」区间转换為第三部門铁道，因此无法避免使用费的上升，经常引起问题。
货运列车的运行基本上使用自有的乘务员和机车，但是根据路线的不同，有时也用客运公司的乘务员和机车；反过来用JR货物的机关车牵引客运公司的客车的情况，在以前还很多；但是到现在，因為客運列車已逐漸由機車牽引車廂改為電聯車或柴聯車，所以除了少数的夜行卧铺列车以外，只有一部份的臨時列車或者車輛故障時的救援才使用。
另外，由于高速公路大型货车和機場建设转为空中运输增加的影响，貨物輸送量年年减少。但是近年来由於主張減少環境負擔的「模式轉移」（Modal Shift）政策，以及卡車司機嚴重短缺，使鐵路貨運業務量止跌反升。JR货物在货物列车的增发、提速、IT-FRENS&TRACE系统導入、貨運站E&S方式改良、M250系貨運動車組的運行等硬件软件方面都开展拓展业务。另外，2006年3月与中國遠洋運輸（COSCO）合作，提出「比飞机便宜，比集装箱船快速」的概念，开展国际一条龙运输「SEA & RAIL服务」，走向国际市场。
随着近年的模式转移，JR货物的作用可以说非常重要。特别是用铁道将1公噸货物运输1km时，二氧化碳排放量大约是普通作业用卡车的八分之一。

## 本社、支社

### 本社
- 所在地：東京都澀谷區千駄谷五丁目33番8號 SOUTH GATE新宿

### 支社
- 北海道（日语：日本貨物鉄道北海道支社）
  - 所在地：北海道札幌市中央區北11条西15丁目1番1號
- 東北（日语：日本貨物鉄道東北支社）
  - 所在地：宮城縣仙台市青葉區五橋1丁目1番1號（JR東日本仙台支社（日语：東日本旅客鉄道仙台支社）大樓內）
- 關東（日语：日本貨物鉄道関東支社）
  - 所在地：東京都品川區東五反田1丁目11番地15號 電波大樓5樓
- 東海（日语：日本貨物鉄道東海支社）
  - 所在地：愛知縣稻澤市站前1丁目9番3號
- 關西（日语：日本貨物鉄道関西支社）
  - 所在地：大阪府大阪市北區芝田2丁目4番24號（JR西日本本社大樓內）
- 九州
  - 所在地：福岡縣北九州市小倉北區室町3丁目2番57號（JR九州北部九州地域本社（日语：九州旅客鉄道北部九州地域本社）大樓內）

## 歷代社長
| 任數  | 姓名     | 在任期間        | 學歷                                  |
| ----- | -------- | --------------- | ------------------------------------- |
| 初代  | 橋元雅司 | 1987年 - 1993年 | 東京大學經濟學部                      |
| 第2代 | 棚橋泰   | 1993年 - 1997年 | 東京大學教養學部                      |
| 第3代 | 金田好生 | 1997年 - 1999年 | 東京大學法學部                        |
| 第4代 | 伊藤直彥 | 1999年 - 2007年 | 東京大學法學部 / 華盛頓大學經營研究所 |
| 第5代 | 小林正明 | 2007年 - 2012年 | 東京大學法學部                        |
| 第6代 | 田村修二 | 2012年 - 2018年 | 東京大學法學部                        |
| 第7代 | 真貝康一 | 2018年 -        | 東京大學法學部                        |

## 歷史
- 1987年（昭和62年）
  - 4月1日：國鐵分割民營化，日本貨物鐵道成立[1]。JR貨物集團共有25間企業。
  - 9月10日：旅行代理店「F TOURIST」（エフ・ツーリスト）開業[1]。
  - 10月1日：開始運輸30呎貨櫃。
- 1988年（昭和63年）
  - 3月1日：成立JRF LEASE（ジェイアールエフ・リース，現在的JRF商事）。
  - 3月13日：改點。海峽線開業。
  - 4月10日：本四備讚線開業[1]。
  - 8月4日：成立JRF PATROL（ジェイアールエフ・パトロールズ）。
  - 10月1日：新增來往福岡貨運站（日语：福岡貨物ターミナル駅）與札幌貨運站間的「日本海縱貫Liner」（日本海縦貫ライナー）。出資北海道鐵道荷物（現在的北海道JR物流）。
- 1989年（平成元年）
  - 3月11日：改點。
  - 3月23日：蘆別站（三井蘆別鐵道）、赤平站的石炭輸送業務結束。JR貨物廢止國產炭運輸業務。
  - 4月16日：來往東京貨運站與橫濱本牧站（神奈川臨海鐵道）的海上貨櫃專用列車開始運行。
- 1990年（平成2年）
  - 2月21日：成立中國FREIGHT SERVICE（中国フレートサービス，現在的JR貨物·山陽LOGISTICS）。
  - 3月10日：改點，新增26輛（1300噸）編組的貨櫃列車。整備秋田貨運站與新潟貨運站（日语：新潟貨物ターミナル駅）。
- 1991年（平成3年）
  - 3月16日：改點。
- 1992年（平成4年）
  - 3月3日：開始輸送油罐車的駝背運輸（英语：Piggyback (transportation)）業務。
  - 3月14日：改點。
  - 7月1日：EF200形電力機車開始營運[1]。
  - 11月26日：成立敦賀總站。
- 1993年（平成5年）
  - 3月10日：DF200形柴油機車開始營運[1]。
  - 3月18日：改點。
  - 4月19日：制定服務商標「JRF」。
  - 10月29日：成立OLS（オー・エル・エス）[1]。
- 1994年（平成6年）
  - 11月10日：成立山陽FREIGHT SERVICE（現在的JR貨物·山陽LOGISTICS）。
  - 12月3日：改點。
  - 12月9日：成立JRF ENGINEERING（ジェイアールエフ・エンジニアリング）。
  - 12月21日：成立JR貨物·不動產開發（ジェイアール貨物・不動産開発）。
- 1995年（平成7年）
  - 2月14日：成立東北FREIGHT SERVICE（現在的JR貨物·東北LOGISTICS）。
  - 3月6日：開始運用汽車貨櫃的汽車運輸業務[1]。
  - 10月6日：CLEAN川崎號（クリーンかわさき号）開始運行。
- 1996年（平成8年）
  - 3月16日：改點[1]。新增使用タキ1000形（日语：JR貨物タキ1000形貨車）的高速石油輸送列車，開始由卡車執行部分區間貨櫃運輸的自動車代行站制度。
  - 4月3日：成立JRF HOTEL（ジェイアールエフ・ホテル）。
  - 12月25日：成立國際鐵道系統（国際鉄道システム）。
- 1997年（平成9年）
  - 3月22日：改點。貨運業務減少，飯田町站休止。
  - 12月5日：EF210形電力機車開始營業。
- 1998年（平成10年）
  - 2月1日：「田端METS飯店（日语：ホテルメッツ）」開幕[1]。
  - 7月6日：成立JR貨物研究中心（ジェイアール貨物・リサーチセンター）。
  - 10月3日：改點[1]。
- 1999年（平成11年）
  - 5月31日：本社大樓移往飯田町站舊址。
  - 7月16日：改點。
- 2000年（平成12年）
  - 3月11日：改點。
  - 3月31日：結束駝背運輸。
  - 10月10日：第一座線外貨運站羽生線外貨運站（日语：羽生オフレールステーション）開業。
  - 12月2日：改點，貨物列車開始行駛武藏野線東部與京葉線[1]。
- 2002年（平成14年）
  - 3月23日：改點，北九州貨運站（日语：北九州貨物ターミナル駅）開業。
- 2003年（平成15年）
  - 10月1日：改點。
  - 12月1日：神戶貨運站（日语：神戸貨物ターミナル駅）開業。
- 2004年（平成16年）
  - 3月13日：改點，鹿兒島貨運站（日语：鹿児島貨物ターミナル駅）開業。M250系電聯車「SUPER RAIL CARGO」（スーパーレールカーゴ）開始營運。
- 2005年（平成17年）
  - 3月1日：改點。
- 2006年（平成18年）
  - 3月18日：改點，鳥栖貨運站（日语：鳥栖貨物ターミナル駅）開業。
  - 11月15日：「TOYOTA LONGPASS EXPRESS（日语：TOYOTA LONGPASS EXPRESS）」開始營運。
- 2007年（平成19年）
  - 3月18日：改點。
- 2008年（平成20年）
  - 3月：引入使用GPS的司機支援系統。
  - 3月15日：改點。
  - 3月27日：與國鐵工會（日语：国鉄労働組合）（國勞）的紛爭達成和解。
- 2009年（平成21年）
  - 3月14日：改點。
  - 11月：鐵道貨櫃運輸50周年紀念。
- 2011年（平成23年）
  - 2月14日：本社從飯田橋移至千駄谷。
  - 3月12日：改點。全國8站更名（釧路貨運站、帶廣貨運站（日语：帯広貨物駅）、苫小牧貨運站（日语：苫小牧貨物駅）、函館貨運站、仙台貨運站（日语：仙台貨物ターミナル駅）、田端信號場站（日语：田端信号場駅）、新小岩信號場站（日语：新小岩信号場駅）、京都貨運站（日语：京都貨物駅））。
- 2012年（平成24年）
  - 3月17日：改點。結束與岳南鐵道（現岳南電車）的紙運輸業務，ワム80000形式結束營運。
- 2013年（平成25年）
  - 3月16日：改點。吹田貨運站（日语：吹田貨物ターミナル駅）開業。百濟站更名為百濟貨運站（日语：百済貨物ターミナル駅）。
  - 4月1日：廢止梅田站（日语：梅田信号場）。
- 2014年（平成26年）
  - 3月15日：改點。
- 2016年（平成28年）
  - 3月16日：子公司日本FREIGHT LINER與JR貨物·INTERNATIONAL合併。
  - 4月1日：子公司JR貨物·山陽LOGISTICS與JR貨物·關西LOGISTICS合併，改稱JR貨物·西日本LOGISTICS。

## 路線

### 營業路線
截至2024年4月1日
營業線區：74線區（當中第一種鐵道事業：9路段）
營業距離：7,822.9公里（當中第一種鐵道事業：29.1公里）

#### 第一種鐵道事業路線
| 管轄     | 中文線名   | 日文線名 | 路段                   | 營業距離 （公里） | 備註                   |
| -------- | ---------- | -------- | ---------------------- | ----------------- | ---------------------- |
| 東北支社 | 奧羽本線   |          | 土崎－秋田港           | 1.8               |                        |
| 東北支社 | 仙石線     |          | 陸前山下－石卷港       | 1.8               |                        |
| 關東支社 | 羽越本線   |          | 酒田－酒田港           | 2.7               |                        |
| 關東支社 | 信越本線   |          | 上沼垂信號場－東新潟港 | 3.8               | 燒島－東新潟港段休止中 |
| 東海支社 | 關西本線   |          | 四日市－鹽濱           | 3.3               |                        |
| 關西支社 | 新湊線     |          | 能町－高岡貨運站       | 1.9               |                        |
| 關西支社 | 東海道本線 |          | 吹田貨運站－大阪貨運站 | 8.7               |                        |
| 關西支社 | 關西本線   |          | 平野－百濟貨運站       | 1.4               |                        |
| 九州支社 | 鹿兒島本線 |          | 香椎－福岡貨運站       | 3.7               |                        |

#### 第二種鐵道事業路線
| 管轄       | 中文線名             | 日文線名                     | 路段                        | 營業距離 （公里）                     | 第一種鐵道事業者   | 備註                                                     |
| ---------- | -------------------- | ---------------------------- | --------------------------- | ------------------------------------- | ------------------ | -------------------------------------------------------- |
| 北海道支社 | 海峽線               |                              | 中小國－木古內              | 87.8                                  | 北海道旅客鐵道     |                                                          |
| 北海道支社 | 石勝線               |                              | 南千歲－上落合信號場        | 108.3                                 | 北海道旅客鐵道     |                                                          |
| 北海道支社 | 石北本線             |                              | 新旭川－北見                | 181.0                                 | 北海道旅客鐵道     |                                                          |
| 北海道支社 | 宗谷本線             |                              | 旭川－名寄                  | 76.2                                  | 北海道旅客鐵道     |                                                          |
| 北海道支社 | 千歲線               |                              | 沼之端－白石                | 56.6                                  | 北海道旅客鐵道     |                                                          |
| 北海道支社 | 根室本線             |                              | 瀧川－富良野                | 54.6                                  | 北海道旅客鐵道     |                                                          |
| 北海道支社 | 根室本線             | 東鹿越－釧路                 | 213.6                       | 釧路貨物－釧路2.7公里只限保有事業許可 | 北海道旅客鐵道     |                                                          |
| 北海道支社 | 函館本線             |                              | 函館貨物－長萬部            | 108.9                                 | 北海道旅客鐵道     |                                                          |
| 北海道支社 | 函館本線             | 苗穗－旭川                   | 134.6                       |                                       | 北海道旅客鐵道     |                                                          |
| 北海道支社 | 函館本線             | 大沼－森                     | 35.3                        | 砂原支線                              | 北海道旅客鐵道     |                                                          |
| 北海道支社 | 室蘭本線             |                              | 長萬部－岩見澤              | 211.0                                 | 北海道旅客鐵道     |                                                          |
| 北海道支社 | 道南漁火鐵道線       |                              | 函館貨物－木古內            | 37.8                                  | 道南漁火鐵道       |                                                          |
| 東北支社   | 石卷線               |                              | 小牛田－石卷                | 27.9                                  | 東日本旅客鐵道     |                                                          |
| 東北支社   | 羽越本線             |                              | 本楯－秋田                  | 98.4                                  | 東日本旅客鐵道     | 新津－本楯177.3公里由關東支社管轄                        |
| 東北支社   | 奧羽本線             |                              | 橫手－青森                  | 256.2                                 | 東日本旅客鐵道     |                                                          |
| 東北支社   | 奧羽本線             | 新青森－青森信號場           | 4.8                         | 第一種鐵道事業者沒有設定距離數        | 東日本旅客鐵道     |                                                          |
| 東北支社   | 北上線               |                              | 北上－橫手                  | 61.1                                  | 東日本旅客鐵道     |                                                          |
| 東北支社   | 常磐線               |                              | 坂元－岩沼                  | 21.9                                  | 東日本旅客鐵道     | 三河島－坂元320.0公里由關東支社管轄 東日本大震災以後停運 |
| 東北支社   | 仙石線               |                              | 陸前山下－石卷              | 1.4                                   | 東日本旅客鐵道     |                                                          |
| 東北支社   | 津輕線               |                              | 青森－中小國                | 31.4                                  | 東日本旅客鐵道     |                                                          |
| 東北支社   | 東北本線             |                              | 白坂－盛岡                  | 353.3                                 | 東日本旅客鐵道     | 田端－白坂174.9公里由關東支社管轄                        |
| 東北支社   | 東北本線             | 長町－仙台貨運站－東仙台     | 6.6                         |                                       | 東日本旅客鐵道     |                                                          |
| 東北支社   | 八戶線               |                              | 八戶－本八戶                | 5.5                                   | 東日本旅客鐵道     |                                                          |
| 東北支社   | 磐越西線             |                              | 郡山－喜多方                | 81.2                                  | 東日本旅客鐵道     | 喜多方－新津94.4公里由關東支社管轄                       |
| 東北支社   | 青森鐵道線           |                              | 目時－青森                  | 121.9                                 | 無                 | 青森縣是第三種鐵道事業者                                 |
| 東北支社   | 岩手銀河鐵道線       |                              | 盛岡－目時                  | 82.0                                  | IGR岩手銀河鐵道    |                                                          |
| 關東支社   | 伊東線               |                              | 熱海－伊東                  | 16.9                                  | 東日本旅客鐵道     |                                                          |
| 關東支社   | 羽越本線             |                              | 新津－本楯                  | 177.3                                 | 東日本旅客鐵道     | 本楯－秋田98.4公里由東北支社管轄                         |
| 關東支社   | 青梅線               |                              | 立川－拜島                  | 6.9                                   | 東日本旅客鐵道     |                                                          |
| 關東支社   | 鹿島線               |                              | 香取－鹿島足球場            | 17.4                                  | 東日本旅客鐵道     |                                                          |
| 關東支社   | 京葉線               |                              | 蘇我－（千葉貨運站）        | 6.3                                   | 東日本旅客鐵道     |                                                          |
| 關東支社   | 京葉線               | （千葉貨運站）－西船橋       | 16.1                        |                                       | 東日本旅客鐵道     |                                                          |
| 關東支社   | 相模線               |                              | 茅崎－厚木                  | 14.2                                  | 東日本旅客鐵道     |                                                          |
| 關東支社   | 篠之井線             |                              | 篠之井－鹽尻                | 66.7                                  | 東日本旅客鐵道     |                                                          |
| 關東支社   | 上越線               |                              | 高崎－宮內                  | 162.6                                 | 東日本旅客鐵道     |                                                          |
| 關東支社   | 常磐線               |                              | 三河島－坂元                | 320.0                                 | 東日本旅客鐵道     | 坂元－岩沼21.9公里由東北支社管轄                         |
| 關東支社   | 常磐線               | 三河島－隅田川－南千住       | 5.7                         |                                       | 東日本旅客鐵道     |                                                          |
| 關東支社   | 常磐線               | 三河島－田端                 | 1.6                         |                                       | 東日本旅客鐵道     |                                                          |
| 關東支社   | 信越本線             |                              | 高崎－安中                  | 10.6                                  | 東日本旅客鐵道     |                                                          |
| 關東支社   | 信越本線             | 篠之井－長野                 | 9.3                         |                                       | 東日本旅客鐵道     |                                                          |
| 關東支社   | 信越本線             | 直江津－上沼垂信號場         | 134.4                       |                                       | 東日本旅客鐵道     |                                                          |
| 關東支社   | 信越本線             | 越後石山－新潟貨運站         | 2.4                         |                                       | 東日本旅客鐵道     |                                                          |
| 關東支社   | 總武本線             |                              | 新小岩信號場－佐倉          | 44.8                                  | 東日本旅客鐵道     |                                                          |
| 關東支社   | 總武本線             | 新小岩信號場－越中島貨物     | 9.4                         |                                       | 東日本旅客鐵道     |                                                          |
| 關東支社   | 總武本線             | 新小岩信號場－金町           | 6.6                         |                                       | 東日本旅客鐵道     |                                                          |
| 關東支社   | 外房線               |                              | 千葉－蘇我                  | 3.8                                   | 東日本旅客鐵道     |                                                          |
| 關東支社   | 高崎線               |                              | 大宮－高崎                  | 74.7                                  | 東日本旅客鐵道     |                                                          |
| 關東支社   | 中央本線             |                              | 新宿－鹽尻                  | 211.8                                 | 東日本旅客鐵道     |                                                          |
| 關東支社   | 中央本線             | 岡谷－辰野－鹽尻             | 27.7                        |                                       | 東日本旅客鐵道     |                                                          |
| 關東支社   | 鶴見線               |                              | 淺野－扇町                  | 4.0                                   | 東日本旅客鐵道     |                                                          |
| 關東支社   | 鶴見線               | 淺野－新芝浦                 | 0.9                         |                                       | 東日本旅客鐵道     |                                                          |
| 關東支社   | 鶴見線               | 武藏白石－大川               | 1.0                         |                                       | 東日本旅客鐵道     |                                                          |
| 關東支社   | 東海道本線           |                              | 品川－熱海                  | 97.8                                  | 東日本旅客鐵道     |                                                          |
| 關東支社   | 東海道本線           | 品川－新鶴見信號場           | 13.9                        |                                       | 東日本旅客鐵道     |                                                          |
| 關東支社   | 東海道本線           | 東京貨運站－濱川崎           | 12.9                        |                                       | 東日本旅客鐵道     |                                                          |
| 關東支社   | 東海道本線           | 鶴見－橫濱羽澤－東戶塚       | 16.0                        |                                       | 東日本旅客鐵道     |                                                          |
| 關東支社   | 東海道本線           | 鶴見－八丁畷                 | 2.3                         |                                       | 東日本旅客鐵道     |                                                          |
| 關東支社   | 東海道本線           | 鶴見－（新興）－櫻木町       | 11.2                        |                                       | 東日本旅客鐵道     |                                                          |
| 關東支社   | 東北本線             |                              | 田端－白坂                  | 174.9                                 | 東日本旅客鐵道     | 白坂－盛岡353.3公里由東北支社管轄                        |
| 關東支社   | 成田線               |                              | 佐倉－香取                  | 43.6                                  | 東日本旅客鐵道     |                                                          |
| 關東支社   | 南武線               |                              | 尻手－立川                  | 33.8                                  | 東日本旅客鐵道     |                                                          |
| 關東支社   | 南武線               | 尻手－濱川崎                 | 4.1                         |                                       | 東日本旅客鐵道     |                                                          |
| 關東支社   | 南武線               | 尻手－新鶴見信號場           | 1.5                         |                                       | 東日本旅客鐵道     |                                                          |
| 關東支社   | 根岸線               |                              | 櫻木町－大船                | 20.1                                  | 東日本旅客鐵道     |                                                          |
| 關東支社   | 白新線               |                              | 上沼垂信號場－新發田        | 25.4                                  | 東日本旅客鐵道     |                                                          |
| 關東支社   | 磐越西線             |                              | 喜多方－新津                | 94.4                                  | 東日本旅客鐵道     | 郡山－喜多方81.2公里由東北支社管轄                       |
| 關東支社   | 水戶線               |                              | 小山－友部                  | 50.2                                  | 東日本旅客鐵道     |                                                          |
| 關東支社   | 武藏野線             |                              | 鶴見－南流山                | 84.2                                  | 東日本旅客鐵道     |                                                          |
| 關東支社   | 武藏野線             | 新小平－國立                 | 5.0                         | 第一種鐵道事業者沒有設定距離數        | 東日本旅客鐵道     |                                                          |
| 關東支社   | 武藏野線             | 西浦和－與野                 | 4.9                         |                                       | 東日本旅客鐵道     |                                                          |
| 關東支社   | 武藏野線             | 南流山－北小金               | 2.9                         | 第一種鐵道事業者沒有設定距離數        | 東日本旅客鐵道     |                                                          |
| 關東支社   | 武藏野線             | 南流山－馬橋                 | 3.7                         | 第一種鐵道事業者沒有設定距離數        | 東日本旅客鐵道     |                                                          |
| 關東支社   | 武藏野線             | 南流山－西船橋               | 16.4                        |                                       | 東日本旅客鐵道     |                                                          |
| 關東支社   | 山手線               |                              | 品川－田端                  | 20.6                                  | 東日本旅客鐵道     |                                                          |
| 關東支社   | 橫須賀線             |                              | 大船－逗子                  | 8.4                                   | 東日本旅客鐵道     |                                                          |
| 關東支社   | 橫濱線               |                              | 長津田－八王子              | 24.7                                  | 東日本旅客鐵道     |                                                          |
| 關東支社   | 北信濃線             |                              | 長野－妙高高原              | 37.3                                  | 信濃鐵道           |                                                          |
| 關東支社   | 信濃鐵道線           |                              | 西上田－篠之井              | 20.7                                  | 信濃鐵道           |                                                          |
| 關東支社   | 妙高躍馬線           |                              | 妙高高原－直江津            | 37.7                                  | 越後心跳鐵道       |                                                          |
| 東海支社   | 飯田線               |                              | 豐橋－豐川                  | 8.7                                   | 東海旅客鐵道       |                                                          |
| 東海支社   | 飯田線               | 元善光寺－辰野               | 61.9                        |                                       | 東海旅客鐵道       |                                                          |
| 東海支社   | 關西本線             |                              | 名古屋－龜山                | 59.9                                  | 東海旅客鐵道       |                                                          |
| 東海支社   | 御殿場線             |                              | 國府津－沼津                | 60.2                                  | 東海旅客鐵道       |                                                          |
| 東海支社   | 武豐線               |                              | 大府－東成岩                | 16.3                                  | 東海旅客鐵道       |                                                          |
| 東海支社   | 中央本線             |                              | 鹽尻－名古屋                | 174.8                                 | 東海旅客鐵道       |                                                          |
| 東海支社   | 東海道本線           |                              | 熱海－米原                  | 341.3                                 | 東海旅客鐵道       |                                                          |
| 東海支社   | 東海道本線           | 南荒尾信號場－關原           | 10.7                        | 途經舊新垂井站                        | 東海旅客鐵道       |                                                          |
| 東海支社   | 東海道本線           | 南荒尾信號場－美濃赤坂       | 1.9                         |                                       | 東海旅客鐵道       |                                                          |
| 東海支社   | 西名古屋港線(青波線) |                              | 名古屋－名古屋貨運站        | 5.1                                   | 名古屋臨海高速鐵道 |                                                          |
| 關西支社   | 赤穗線               |                              | 相生－東岡山                | 57.4                                  | 西日本旅客鐵道     |                                                          |
| 關西支社   | 宇野線               |                              | 岡山－茶屋町                | 14.9                                  | 西日本旅客鐵道     |                                                          |
| 關西支社   | 大阪環狀線           |                              | 福島－西九條                | 2.6                                   | 西日本旅客鐵道     |                                                          |
| 關西支社   | 片町線               |                              | 德庵－放出                  | 1.8                                   | 西日本旅客鐵道     |                                                          |
| 關西支社   | 片町線               | 正覺寺信號場－平野           | 1.5                         |                                       | 西日本旅客鐵道     |                                                          |
| 關西支社   | 片町線               | 神崎川信號場－吹田貨運站     | 3.7                         |                                       | 西日本旅客鐵道     |                                                          |
| 關西支社   | 湖西線               |                              | 近江鹽津－山科              | 74.1                                  | 西日本旅客鐵道     |                                                          |
| 關西支社   | 櫻島線               |                              | 西九條－安治川口            | 2.4                                   | 西日本旅客鐵道     |                                                          |
| 關西支社   | 山陽本線             |                              | 神戶－下關                  | 528.1                                 | 西日本旅客鐵道     |                                                          |
| 關西支社   | 高山本線             |                              | 豬谷－富山                  | 36.6                                  | 西日本旅客鐵道     | 豬谷－速星28.7公里只限保有事業許可                       |
| 關西支社   | 東海道本線           |                              | 米原－神戶                  | 139.0                                 | 西日本旅客鐵道     | 途經宮原操車場                                           |
| 關西支社   | 東海道本線           | 吹田貨運站－梅田信號場－福島 | 10.0                        | 第一種鐵道事業者沒有設定距離數        | 西日本旅客鐵道     |                                                          |
| 關西支社   | 伯備線               |                              | 倉敷－伯耆大山              | 138.4                                 | 西日本旅客鐵道     |                                                          |
| 關西支社   | 冰見線               |                              | 高岡－伏木                  | 7.3                                   | 西日本旅客鐵道     |                                                          |
| 關西支社   | 北陸本線             |                              | 金澤－米原                  | 176.6                                 | 西日本旅客鐵道     |                                                          |
| 關西支社   | 本四備讚線           |                              | 茶屋町－兒島                | 12.9                                  | 西日本旅客鐵道     |                                                          |
| 關西支社   | 本四備讚線           | 兒島－宇多津                 | 18.1                        | 四國旅客鐵道                          |                    |                                                          |
| 關西支社   | 予讚線               |                              | 高松－松山貨運站            | 四國旅客鐵道                          | 203.0              |                                                          |
| 關西支社   | 大阪東線             |                              | 神崎川信号場 - 正覚寺信号場 | 15.4                                  | 沒有               | 大阪外環狀鐵道是第三種鐵道事業者                         |
| 關西支社   | IR石川鐵道線         |                              | 金澤－俱利伽羅              | 17.8                                  | IR石川鐵道         |                                                          |
| 關西支社   | 愛之風富山鐵道線     |                              | 俱利伽羅－市振              | 100.1                                 | 愛之風富山鐵道     |                                                          |
| 關西支社   | 日本海翡翠線         |                              | 市振－直江津                | 59.3                                  | 越後心跳鐵道       |                                                          |
| 九州支社   | 鹿兒島本線           |                              | 門司港－八代                | 232.3                                 | 九州旅客鐵道       |                                                          |
| 九州支社   | 鹿兒島本線           | 川內－鹿兒島貨運站           | 49.3                        |                                       | 九州旅客鐵道       |                                                          |
| 九州支社   | 佐世保線             |                              | 江北－有田                  | 28.2                                  | 九州旅客鐵道       |                                                          |
| 九州支社   | 山陽本線             |                              | 下關－北九州貨運站          | 6.3                                   | 九州旅客鐵道       |                                                          |
| 九州支社   | 長崎本線             |                              | 鳥栖－長崎                  | 125.3                                 | 九州旅客鐵道       |                                                          |
| 九州支社   | 日豐本線             |                              | 小倉－佐土原                | 326.7                                 | 九州旅客鐵道       |                                                          |
| 九州支社   | 肥薩橙鐵道線         |                              | 八代－川內                  | 116.9                                 | 肥薩橙鐵道         |                                                          |

### 廢除路線

#### 第一種鐵道事業路線
| 管轄       | 中文線名   | 日文線名               | 路段                 | 營業距離     | 廢除年月日    | 備註                   |
| ---------- | ---------- | ---------------------- | -------------------- | ------------ | ------------- | ---------------------- |
| 北海道支社 | 根室本線   |                        | 釧路－濱釧路         | 3.8          | 1989年8月1日  | 貨物支線               |
| 東北支社   | 男鹿線     |                        | 男鹿－船川港         | 1.8          | 2002年1月1日  | 貨物支線               |
| 東北支社   | 鹽釜線     |                        | 陸前山王－鹽釜埠頭   | 4.9          | 1997年4月1日  |                        |
| 東北支社   | 仙石線     |                        | 石卷港－石卷埠頭     | 2.9          | 1999年11月1日 | 貨物支線               |
| 關東支社   | 東北本線   |                        | 田端信號場－北王子   | 4.0          | 2014年7月1日  | 貨物支線（北王子線）   |
| 關東支社   | 信越本線   |                        | 上沼垂信號場－沼垂   | 1.8          | 2010年3月25日 | 貨物支線               |
| 東海支社   | 東海道本線 |                        | 山王信號場－名古屋港 | 6.2          | 2024年4月1日  | 貨物支線（名古屋港線） |
| 關西支社   | 東海道本線 |                        | 東灘信號場－神戶港   | 3.4          | 2003年12月1日 | 貨物支線（神戶臨港線） |
| 關西支社   | 北陸本線   |                        | 敦賀－敦賀港         | 2.7          | 2019年4月1日  | 貨物支線（敦賀港線）   |
| 關西支社   | 大阪環狀線 |                        | 境川信號場－浪速     | 2.3          | 2006年4月1日  | 貨物支線               |
| 關西支社   | 宇部線     |                        | 居能－宇部港         | 2.2          | 2006年5月1日  | 貨物支線               |
| 九州支社   | 日豐本線   |                        | 日向市－細島         | 3.5          | 1993年12月1日 | 貨物支線（細島線）     |
| 九州支社   | 日豐本線   | 小波瀨西工大前－苅田港 | 4.6                  |              | 貨物支線      |                        |
| 九州支社   | 鹿兒島本線 |                        | 福岡貨運站－博多港   | 4.1          | 1998年4月1日  | 貨物支線               |
| 九州支社   | 鹿兒島本線 | 門司港－外濱           | 0.9                  | 2008年9月5日 | 貨物支線      |                        |

#### 第二種鐵道事業路線
| 管轄       | 中文線名       | 日文線名               | 路段                             | 營業距離      | 廢除年月日    | 第一種鐵道事業者 | 備註         |
| ---------- | -------------- | ---------------------- | -------------------------------- | ------------- | ------------- | ---------------- | ------------ |
| 北海道支社 | 歌志內線       |                        | 砂川－歌志內                     | 14.5          | 1988年4月25日 | 北海道旅客鐵道   |              |
| 北海道支社 | 石勝線         |                        | 新夕張－清水澤                   | 8.2           | 1990年4月1日  | 北海道旅客鐵道   | 夕張支線     |
| 北海道支社 | 石北本線       |                        | 美幌－網走                       | 27.9          | 2002年4月1日  | 北海道旅客鐵道   |              |
| 北海道支社 | 釧網本線       |                        | 網走－東釧路                     | 166.2         | 2002年4月1日  | 北海道旅客鐵道   |              |
| 北海道支社 | 根室本線       |                        | 釧路－東釧路                     | 2.9           | 2002年4月1日  | 北海道旅客鐵道   |              |
| 北海道支社 | 根室本線       | 新富士－釧路           | 2.7                              | 2006年4月1日  |               | 北海道旅客鐵道   |              |
| 北海道支社 | 函館本線       |                        | 砂川－上砂川                     | 7.3           | 1992年4月1日  | 北海道旅客鐵道   | 上砂川支線   |
| 北海道支社 | 函館本線       | 函館－五稜郭           | 3.4                              | 2002年4月1日  |               | 北海道旅客鐵道   |              |
| 北海道支社 | 函館本線       | 手稻－苗穗             | 12.8                             | 2006年4月1日  |               | 北海道旅客鐵道   |              |
| 北海道支社 | 幌內線         |                        | 岩見澤－三笠                     | 10.9          | 1987年7月13日 | 北海道旅客鐵道   |              |
| 北海道支社 | 幌內線         | 三笠－幌內             | 2.7                              | 貨物支線      | 1987年7月13日 | 北海道旅客鐵道   |              |
| 北海道支社 | 留萌本線       |                        | 深川－留萌                       | 50.1          | 1999年4月1日  | 北海道旅客鐵道   |              |
| 東北支社   | 奧羽本線       |                        | 福島－藏王                       | 81.8          | 1991年9月3日  | 東日本旅客鐵道   |              |
| 東北支社   | 奧羽本線       | 藏王－山形             | 5.3                              | 1999年7月1日  |               | 東日本旅客鐵道   |              |
| 東北支社   | 奧羽本線       | 山形－羽前千歲         | 4.8                              | 2002年4月1日  |               | 東日本旅客鐵道   |              |
| 東北支社   | 奧羽本線       | 羽前千歲－漆山         | 3.0                              | 1999年4月1日  |               | 東日本旅客鐵道   |              |
| 東北支社   | 大船渡線       |                        | 一之關－陸中松川                 | 1999年4月1日  | 21.3          | 東日本旅客鐵道   |              |
| 東北支社   | 男鹿線         |                        | 追分－男鹿                       | 26.6          | 2002年1月1日  | 東日本旅客鐵道   |              |
| 東北支社   | 釜石線         |                        | 花卷－釜石                       | 90.2          | 1999年4月1日  | 東日本旅客鐵道   |              |
| 東北支社   | 仙山線         |                        | 仙台－羽前千歲                   | 58.0          | 2002年4月1日  | 東日本旅客鐵道   |              |
| 東北支社   | 只見線         |                        | 西若松－會津若松                 | 3.1           | 1999年4月1日  | 東日本旅客鐵道   |              |
| 東北支社   | 磐越東線       |                        | 大越－郡山                       | 31.3          | 2001年3月31日 | 東日本旅客鐵道   |              |
| 東北支社   | 陸羽東線       |                        | 小牛田－古川                     | 9.3           | 2002年4月1日  | 東日本旅客鐵道   |              |
| 東北支社   | 會津線         |                        | 西若松－湯野上溫泉               | 22.7          | 1999年4月1日  | 會津鐵道         |              |
| 關東支社   | 赤羽線         |                        | 池袋－板橋                       | 1.8           | 1999年3月31日 | 東日本旅客鐵道   |              |
| 關東支社   | 青梅線         |                        | 拜島－奧多摩                     | 30.3          | 1999年3月25日 | 東日本旅客鐵道   |              |
| 關東支社   | 大糸線         |                        | 松本－信濃大町                   | 35.1          | 1999年3月31日 | 東日本旅客鐵道   |              |
| 關東支社   | 相模線         |                        | 南橋本－橋本                     | 2.0           | 1997年7月1日  | 東日本旅客鐵道   |              |
| 關東支社   | 總武本線       |                        | 佐倉－成東                       | 21.6          | 1999年3月31日 | 東日本旅客鐵道   |              |
| 關東支社   | 外房線         |                        | 大網－新茂原                     | 8.5           | 1999年3月31日 | 東日本旅客鐵道   |              |
| 關東支社   | 中央本線       |                        | 飯田町－代代木                   | 5.7           | 1999年3月9日  | 東日本旅客鐵道   |              |
| 關東支社   | 東金線         |                        | 大網－成東                       | 13.8          | 1999年3月31日 | 東日本旅客鐵道   |              |
| 關東支社   | 日光線         |                        | 宇都宮－鶴田                     | 4.8           | 2003年4月1日  | 東日本旅客鐵道   |              |
| 關東支社   | 八高線         |                        | 八王子－倉賀野                   | 92.0          | 2005年3月31日 | 東日本旅客鐵道   |              |
| 關東支社   | 橫須賀線       |                        | 逗子－田浦                       | 5.4           | 2006年5月1日  | 東日本旅客鐵道   |              |
| 關東支社   | 兩毛線         |                        | 小山－新前橋                     | 84.4          | 2004年4月1日  | 東日本旅客鐵道   |              |
| 關東支社   | 信濃鐵道線     |                        | 田中－西上田                     | 13.1          | 2002年4月1日  | 信濃鐵道         |              |
| 東海支社   | 紀勢本線       |                        | 龜山－鵜殿                       | 176.6         | 2016年4月1日  | 東海旅客鐵道     |              |
| 東海支社   | 紀勢本線       | 鵜殿－新宮             | 3.6                              | 2008年4月1日  |               | 東海旅客鐵道     |              |
| 東海支社   | 高山本線       |                        | 岐阜－高山                       | 136.4         | 2007年4月1日  | 東海旅客鐵道     |              |
| 東海支社   | 東海道本線     |                        | 名古屋貨運站－西名古屋港         | 8.7           | 2001年3月31日 | 東海旅客鐵道     | 西名古屋港線 |
| 東海支社   | 身延線         |                        | 東花輪－甲府                     | 12.1          | 2001年3月31日 | 東海旅客鐵道     |              |
| 東海支社   | 愛知環狀鐵道線 |                        | 岡崎－北岡崎                     | 5.3           | 2010年4月1日  | 愛知環狀鐵道     |              |
| 東海支社   | 伊勢線         |                        | 河原田－津                       | 22.3          | 2016年4月1日  | 伊勢鐵道         |              |
| 關西支社   | 宇野線         |                        | 茶屋町－宇野                     | 17.9          | 2002年4月1日  | 西日本旅客鐵道   |              |
| 關西支社   | 宇部線         |                        | 宇部岬－宇部                     | 9.5           | 2014年4月1日  | 西日本旅客鐵道   |              |
| 關西支社   | 大阪環狀線     |                        | 新今宮－境川信號場               | 3.8           | 2006年4月1日  | 西日本旅客鐵道   |              |
| 關西支社   | 小濱線         |                        | 敦賀－東舞鶴                     | 84.3          | 1999年4月1日  | 西日本旅客鐵道   |              |
| 關西支社   | 關西本線       |                        | 木津－平野                       | 40.6          | 2003年4月1日  | 西日本旅客鐵道   |              |
| 關西支社   | 關西本線       | 平野－新今宮           | 4.9                              | 2006年4月1日  |               | 西日本旅客鐵道   |              |
| 關西支社   | 關西本線       | 龍華信號場－杉本町     | 10.5                             | 2003年4月1日  | 阪和連絡線    | 西日本旅客鐵道   |              |
| 關西支社   | 紀勢本線       |                        | 新宮－紀伊佐野                   | 6.4           | 2008年4月1日  | 西日本旅客鐵道   |              |
| 關西支社   | 紀勢本線       | 和歌山－南海電鐵分界點 | 2.3                              | 2003年4月1日  |               | 西日本旅客鐵道   |              |
| 關西支社   | 草津線         |                        | 貴生川－草津                     | 21.4          | 1999年3月31日 | 西日本旅客鐵道   |              |
| 關西支社   | 山陰本線       |                        | 丹波口－二條                     | 1.7           | 2006年4月1日  | 西日本旅客鐵道   |              |
| 關西支社   | 山陰本線       | 湖山－伯耆大山         | 83.7                             | 2004年4月1日  |               | 西日本旅客鐵道   |              |
| 關西支社   | 山陰本線       | 伯耆大山－東松江       | 27.1                             | 2015年4月1日  |               | 西日本旅客鐵道   |              |
| 關西支社   | 山陰本線       | 東松江－出雲市         | 39.3                             | 2006年4月1日  |               | 西日本旅客鐵道   |              |
| 關西支社   | 山陰本線       | 江津－岡見             | 43.3                             | 2006年4月1日  |               | 西日本旅客鐵道   |              |
| 關西支社   | 山陰本線       | 岡見－益田             | 16.9                             | 2014年4月1日  |               | 西日本旅客鐵道   |              |
| 關西支社   | 東海道本線     |                        | 梅小路（現：京都貨運站）－丹波口 | 3.3           | 2006年4月1日  | 西日本旅客鐵道   | 山陰連絡線   |
| 關西支社   | 城端線         |                        | 高岡－二塚                       | 3.3           | 2017年4月1日  | 西日本旅客鐵道   |              |
| 關西支社   | 奈良線         |                        | 木津－京都                       | 34.7          | 2003年4月1日  | 西日本旅客鐵道   |              |
| 關西支社   | 阪和線         |                        | 杉本町－和歌山                   | 54.4          | 2003年4月1日  | 西日本旅客鐵道   |              |
| 關西支社   | 舞鶴線         |                        | 梅迫－東舞鶴                     | 18.2          | 1999年4月1日  | 西日本旅客鐵道   |              |
| 關西支社   | 美禰線         |                        | 厚狹－重安                       | 22.3          | 2014年4月1日  | 西日本旅客鐵道   |              |
| 關西支社   | 山口線         |                        | 新山口－益田                     | 93.9          | 2014年4月1日  | 西日本旅客鐵道   |              |
| 關西支社   | 內子線         |                        | 新谷－內子                       | 5.3           | 2006年4月1日  | 四國旅客鐵道     |              |
| 關西支社   | 土讚線         |                        | 多度津－高知                     | 126.6         | 2005年4月1日  | 四國旅客鐵道     |              |
| 關西支社   | 土讚線         | 高知－多之鄉           | 39.5                             | 1992年10月1日 |               | 四國旅客鐵道     |              |
| 關西支社   | 予讚線         |                        | 松山貨運站－伊予橫田             | 2.7           | 2020年10月1日 | 四國旅客鐵道     |              |
| 關西支社   | 予讚線         | 伊予橫田－內子         | 29.0                             | 2006年4月1日  |               | 四國旅客鐵道     |              |
| 關西支社   | 予讚線         | 伊予大洲－宇和島       | 48.1                             | 2006年4月1日  |               | 四國旅客鐵道     |              |
| 關西支社   | 予讚線         | 伊予大洲－新谷         | 5.9                              | 2006年4月1日  |               | 四國旅客鐵道     |              |
| 九州支社   | 伊田線         |                        | 直方－金田                       | 9.9           | 1989年10月1日 | 九州旅客鐵道     |              |
| 九州支社   | 田川線         |                        | 行橋－勾金                       | 23.6          | 1989年10月1日 | 九州旅客鐵道     |              |
| 九州支社   | 豐本線         |                        | 折尾－直方                       | 14.0          | 2005年3月31日 | 九州旅客鐵道     |              |
| 九州支社   | 日田彥山線     |                        | 城野－石原町                     | 9.0           | 1999年4月1日  | 九州旅客鐵道     |              |
| 九州支社   | 豐肥本線       |                        | 熊本－龍田口                     | 8.9           | 1993年12月1日 | 九州旅客鐵道     |              |

## 車輛
因為要以全國規模運行貨物列車，主要所有的車輛為貨物輸送用的鐵路機車、貨車及電聯車。M250系是JR貨物唯一一款專為貨運而設的電聯車，也是全球少數的貨運電聯車。
有別於傳統使用蓬車裝載貨物，JR貨物使用較一般海運貨櫃（20呎及40呎）較小的自有規格12呎集装箱裝載貨物，因此可做到戶對戶運輸而不用重新裝卸貨物。

## 車輛基地

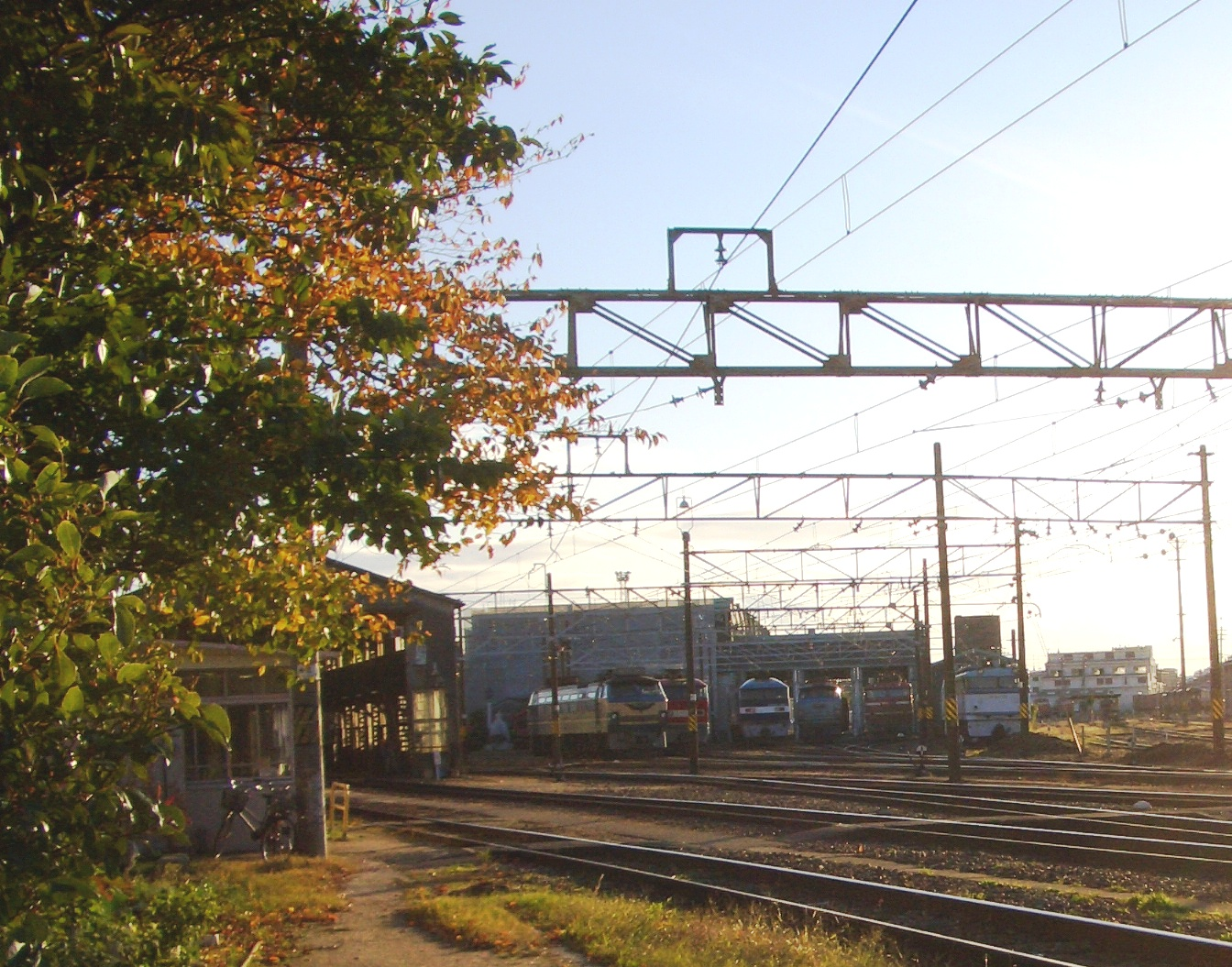
吹田機關區

- 鷲別機關區（鷲）
- 五稜郭機關區（五）
- 仙台總合鐵道部（仙貨）
- 東新潟機關區（東新）
- 高崎機關區（髙）[6]
- 大井機關區（大井/貨東タミキク）
- 新鶴見機關區（新）
- 新鶴見機關區川崎派出（鶴）
- 塩尻機關區篠ノ井派出（塩）
- 愛知機關區（愛）
- 富山機關區（富機）
- 吹田機關區（吹）
- 岡山機關區（岡）
- 廣島車輛所（廣）
- 幡生機關區厚狹派出（厚）
- 門司機關區（門）

※括號（）內標示的是所属機關區的略號。

## 車輛工場
- 苗穗車輛所（JR北海道苗穗工場構內）
- 鷲別機關區輪西派出
- 郡山車輛所（JR東日本郡山總合車輛中心構內）
- 大宮車輛所（JR東日本大宮總合車輛中心構內）
- 川崎車輛所
- 名古屋車輛所（JR東海名古屋工場構內）
- 廣島車輛所
- 小倉車輛所（JR九州小倉工場構內）